# Балка Кобильна
Балка Кобильна — регіональний ландшафтний парк в Україні. Об'єкт природно-заповідного фонду Дніпропетровської області. 
Розташований у межах Широківського району Дніпропетровської області, між селами Степове, Одрадне, Григорівка, Надія, Шестірня та Ганнівка. 
Площа 1844 га. Статус присвоєно згідно з рішенням Дніпропетровської обласної ради від 05.12.2014 року № 597-28/VI. Перебуває у віданні: Широківська районна державна адміністрація. 
Статус присвоєно для збереження природного комплексу великої балкової мережі — єдиної в області, яка збереглася в межах підзони типчаково-ковилового степу. Це — степовий природний комплекс із значною кількістю південно-степових елементів флори і фауни, рідкісними формами рельєфу, карстовими явищами і надзвичайно багатою історико-археологічною спадщиною.

## Опис
Ландшафтні геосистеми балки Кобильної на сучасному етапі розвитку природи Кривбасу і Дніпропетровської області являють собою унікальне і цінне природне явище.
Тут збереглися майже непорушені та слабко порушені степові ландшафти схилів балок та плакорів. Ці ландшафти належать до середньостепового типу і майже не охороняються в Україні на рівні заповідників, національних і регіональних парків. 
У регіональному парку виявлено ділянки з поверхневим карстовим рельєфом та печера Кобильна, утворена у понтійських вапняках; це єдине місце в Дніпропетровській області з поверхневим карстовиявом і єдина печера в осадових кайнозойських вапнякових відкладах. 
У межах парку розвинуті типи ґрунтів середньостепової підзони України — чорноземи південні, дерново-степові, лучно-чорноземні, лучно-болотні тощо. 
Територією парку протікає річка Кобильня, на якій створено низка ставків, які є естетично привабливими і мають рекреаційне значення. У нижній частині балки, де вона врізана до рівня понтійського водоносного горизонту підземних вод, зафіксовано близько 30 джерел, води яких характеризуються сульфатно-карбонатним хімічним класом і мають лікувальне значення від хвороб шлунково-кишкового тракту; води джерел екологічно чисті. 
У межах степових ландшафтів знайдені рідкісні види рослин, занесені до Червону книгу України — ковила Лессінга, ковила волосиста, ковила найкрасивіша, сон чорніючий, рястка Буше, тюльпан Біберштейна, цимбохазма дніпровська, зіновать Скробишевського, а також ті, що охороняються рішенням Дніпропетровського облвиконкому — барвінок трав'янистий, цмин пісковий, гіацинтик блідий, горицвіт весняний і горицвіт волзький, звіробій звичайний. У балці створені штучні лісові масиви. 
В районі балки Кобильної розташовані понад 10 історико-археологічних пам'яток — кургани, поселення Черняхівської культури, козацькі цвинтарі, церква Різдва Пресвятої Богородиці та інші.